# Тукидид
Тукидид (антгрч. Θουκυδίδης [, модерно ]; Халимунт, мало пре 454. п. н. е. — Атина, око 396. п. н. е.) је био грчки историчар из Халимунта код Фалера и аутор монографије Историја Пелопонеског рата, која обрађује сукоб из 5. века између Спарте и Атине од догађаја који су му претходили до 411. п. н. е.
У исти мах, Тукидид се сматра творцем политичке и научно-критичке историографије, због тога што је далеко превазишао своје претходнике интензивним удубљивањем у страсти и у међухеленске социјалне, економске и војне односе, као и тежњом да чињенице прикаже у њиховој пуној природности ослобађајући их притом од свега што није у вези са њима.
Античка и модерна наука слажу се у оцени да је Тукидид највећи историчар Антике. Он је своју Историју Пелопонеског рата написао не само као савременик оних од којих је прикупљао чињенице проверавајући их са више страна, него и као учесник многих догађаја како ратних, тако и политичких.
Такође познат као отац политичког реализма, који понашање појединаца, као и потоњи исход односа између држава сматра посредованим и заснованим на страху и самоинтересу. Његови текстови се и даље проучавају на универзитетима и војним академијама широм свијета. Мелијанов дијалог се сматра суштинским делом теорије међународних односа, док његову верзију Перикловог погребног говора нашироко проучавају политички теоретичари, историчари и студенти класике.

## Биографија
О Тукидидовом животу најзнатније информације пружа нам управо његово дело. Од осталих дела посвећених њему, издваја се најопширнији животопис у рукопису, а саставио га је Марцелин из 5. века н. е. Поред тога, вреди споменути анонимни Θουκίδιδου βίος и кратак чланак од Суиде.
Рођен је у атичком селу Халимунту код Фалера, што је потврђено на основу натписа на његовом гробу који је забележио Марцелин у шеснаестој глави поменутог му дела: „Овде почива Тукидид, Олоров син, Халимунћанин“. Отац му се звао Олор, што осим гробног натписа потврђује и сам Тукидид:
... у договору са Еуклидом, заповедником који је дошао из Атине да чува ово место (Амфипољ), пошаљу по другога заповедника трачке области, Тукидида, сина Олоровог, писца ове књиге (тј. Историја пелопонеског рата).
Изабран је за заповедника атинске флоте и војске на Тасосу зато што је његова породица поседовала руднике сребра у близини Амфипоља, стога је добро познавао област и имао везе међу битнијим људима. Није стигао да на време спречи да Амфипољ не освоји спартански заповедник Бразида што је био разлог за његово протеривање из Атине, како он сам наводи у свом делу. Такође нам говори да је због природе своје позиције могао лако да се креће и сарађује са Пелопонежанима што је значајно за изворе информација о самом рату и објективност његовог дела.

### Докази из класичног периода
Тукидид се представљао као атињанин, говорећи да му се отац звао Олорус и да је био из атинског дема Халимуса. Још увек постоји помало сумњива анегдота из његовог раног живота. Још као младић од 10–12 година, он и његов отац требали су да оду на Атинску агору где је млади Тукидид слушао предавање историчара Херодота. Према неким причама, млади Тукидид је плакао од радости након што је чуо предавање, одлучивши да ће писање историје бити његов животни позив. У истом извештају се такође тврди да је после предавања Херодот разговарао са омладином и његовим оцем, рекавши: Олорос, твој син, жуди за знањем. У суштини, ова епизода је највероватније из каснијег грчког или римског извештаја о његовом животу. Преживео је атинску кугу, која је усмртила Перикла и многе друге Атињане. Он такође бележи да је поседовао рудник злата у Кушници (дословно „Ископана шума“), приобалном подручју у Тракији, наспрам острва Тасос.
Због свог утицаја у Трачанској области, писао је Тукидид, послат је као стратег (генерал) на Тасос 424. п. н. е. Током зиме 424–423. п. н. е., спартански генерал Бразида напао је Амфипољ, пола дана пловидбе западно од Тасоса на трачкој обали, што је изазвало битку код Амфипоља. Еукле, атински заповедник у Амфипољу, послао је Тукидиду захтев за помоћ. Брасида, свестан присуства Тукидида на Тасосу и његовог утицаја на људе из Амфипоља, и плашећи се помоћи која могла стигла морем, реаговао је брзо да понуди умерене услове Амфипољанима за њихову предају, што су они прихватили. Дакле, када је Тукидид стигао, Амфипољ је већ био под контролом Спарте.
Амфипољ је био од значајног стратешког значаја, а вест о његовом паду изазвала је велико запрепашћење у Атини. За то је окривљен Тукидид, иако је он тврдио да то није његова грешка и да једноставно није успео да стигне на време. Због неуспеха да спасе Амфипољ, прогнан је:
Проживео сам све то, био сам довољно зрео да схватам догађаје и обраћам пажњу на њих како бих сазнао тачну истину о њима. Такође ми је била судбина да будем изгнан из своје земље двадесет година након моје команде у Амфипољу; и будући да сам био присутан са обе стране, а посебно међу Пелопонежанима због свог изгнанства, имао сам слободног времена да донекле подробно посматрам догађаје.

Користећи свој статус изгнаника из Атине да слободно путује међу пелопонежанским савезницима, могао је да посматра рат из перспективе обе стране. Тукидид је тврдио да је почео да пише своју историју чим је избио рат, јер је сматрао да ће то бити један од највећих ратова вођених међу Грцима по обиму:
Тукидид, Атињанин, писао је историју рата између Пелопонежана и Атињана, почевши од тренутка када је избио, верујући да ће то бити велики рат, вреднији од било којег претходног.
 Ово је све што је Тукидид написао о свом животу, али неколико других чињеница је доступно из поузданих савремених извора. Херодот је писао да је име Олорус, име Тукидидовог оца, повезано са Тракијом и трачким краљевством. Тукидид је вероватно преко породице био повезан са атинским државником и генералом Милтијадом и његовим сином Кимоном, вођама старе аристократије коју су замениле радикалне демократе. Кимонов деда по мајци такође се звао Олорус, што чини везу прилично вероватном. Један други Тукидид је живео пре историчара и такође је био везан за Тракију, што је чинило и породичну везу међу њима врло вероватном.